# Xã California, Quận Cleburne, Arkansas
Xã California (tiếng Anh: California Township) là một xã thuộc quận Cleburne, tiểu bang Arkansas, Hoa Kỳ. Năm 2010, dân số của xã này là 369 người.